# Museo de la Real Colegiata de San Isidoro
El Museo de la Real Colegiata de San Isidoro se encuentra ubicado en la Basílica de San Isidoro de León.
Tras laboriosas obras de reforma a lo largo de casi ocho años, el museo se ha reabierto al público en abril de 2024 .

## Colección
Entre su colección destaca especialmente el Panteón de los Reyes, denominado Capilla Sixtina del Románico por sus elaborados frescos. Otras piezas importantes son el Cáliz de doña Urraca, del siglo XI, la Arqueta de los Marfiles y el Portapaz del Pantocrator, y la Arqueta de Limoges, entre otros.